# 沙維耶-瓦爾迪加大區
沙維耶-瓦爾迪加大區（阿拉伯语：‎）是摩洛哥中北部曾经的一個大區，西臨大西洋。面積7,010平方公里。2004年人口1,655,660人。首府塞塔特。
下轄三省。